# Ella Gross
Ella McKenzie Gross ( /ɡrəʊs/; en coreano: 엘라 메켄지 그로스; Los Ángeles, California, 1 de diciembre de 2008), más conocida como Ella Gross (en coreano: 엘라 그로스) o simplemente Ella (en coreano: 엘라), es una cantante, modelo y actriz estadounidense de origen surcoreano. Comenzó su carrera como modelo a los dos años, y ha modelo para marcas importantes como H&M, Levi's y GAP. Como cantante, Gross debutó como miembro del grupo femenino surcoreano Meovv en septiembre de 2024, bajo el sello discográfico The Black Label.

## Biografía
Ella McKenzie Gross nació el 1 de diciembre de 2008, en Los Ángeles, California, de madre coreana y padre germano-estadounidense, con el nombre coreano, Nabi (en coreano: 나비). También tiene un hermano menor, nacido con dos años de diferencia. Desde muy pequeña, Gross aprendió ballet y artes marciales mixtas.

## Carrera

### 2011-2023: Carrera como modelo
Citada como una "prodigio" tanto en el modelaje como en la actuación, Gross apareció por primera vez como modelo en la portada de una revista a los dos años, después de que la descubrieran en un parque en Corea del Sur. En esa época, su padre, un exfiscal militar, fue enviado al país desde Los Ángeles, lo que provocó la visita de toda la familia. Su madre, que anteriormente también había trabajado como modelo para ropa infantil, consideró positivamente la oferta. Un año y medio después de haber comenzado el jardín de infantes, Gross reanudó sus avances como modelo; su madre, que trabajaba como abogada, había ayudado desde entonces en el trabajo de su hija junto a ella. Firmó con Lvl Up Management, y más tarde con LA Models, Gross modeló para las marcas: Zara, H&M, GAP, Fendi, Levi's y Tommy Hilfiger; y debutó en la pasarela a los nueve años en el desfile de moda Tokyo Girls Collection A/W 2018 celebrado en Saitama Super Arena, Tokio, Japón, frente a una audiencia de 30.000 espectadores. Posteriormente, Gross caminó por las pasarelas de la Colección Tokyo Girls P/V 2019 y la Semana de la Moda de Nueva York 2019. En julio de 2019, también apareció en un comercial de Baskin Robbins en Corea del Sur.
Tras dejar su antigua agencia, Gross firmó con The Black Label en julio de 2018 para gestionar su carrera como modelo. Su cofundador, Teddy Park, afirmó: "Tiene una voz especial que la hace completamente capaz de ser cantante también", valorando el potencial de unirse a la industria de la música. También se dijo que Rosé de Blackpink había querido tomar una canción demo grabada por Gross después de escucharla. En medio de sus viajes de negocios desde Los Ángeles a Corea del Sur, aprendió más rutinas de baile con coreógrafos del país. Gross comenzó su carrera como actriz con la compañía estadounidense Monster Talent Management, que también representa a personalidades como Zendaya y Dylan Minnette.

### 2024-presente: debut con Meovv
En febrero de 2024, una serie de fotos filtradas de las aprendices de The Black Label, que se rumoreaba que eran miembros del próximo grupo de chicas de la agencia, se difundieron rápidamente en línea, entre las que aparecía Gross en particular. Ese mismo mes, la agencia anunció sus planes de lanzar un nuevo grupo de chicas en la primera mitad de 2024. El 22 de agosto de 2024, The Black Label reveló a Gross como el primer miembro del primer grupo femenino de su compañía, Meovv, que debutó el 6 de septiembre.

## Imagen pública
Gross despertó interés en Estados Unidos y en el extranjero por sus genes y su apariencia birraciales, que recordaban a una joven Miranda Kerr. Los medios de comunicación coreanos la citaron como una joven Song Hye-kyo, y también fue apodada como "la pequeña Jennie" por los fanáticos de Blackpink luego de una foto publicada de ella con la cantante. Su viralidad en las redes sociales llevó a que su cuenta de Instagram, manejada en ese momento por su madre, ganara un gran número de seguidores.

## Respaldos

### Filantropía
Gross ha utilizado su plataforma para abordar temas como el cambio climático y la guerra en Ucrania, y formó parte de un jurado de jueces para el proyecto del Alto Comisionado de las Naciones Unidas para los Refugiados (ACNUR) X Uniqlo titulado "Concurso de arte de jóvenes con refugiados" en 2023.

## Filmografía

### Películas
| Año  | Título                       | Papel         | Ref.   |
| ---- | ---------------------------- | ------------- | ------ |
| 2019 | Malibu Rescue: The Movie     | Sasha Gossard | [ 29 ] |
| 2020 | Malibu Rescue: The Next Wave | Sasha Gossard | [ 30 ] |

### Series de televisión
| Año  | Título            | Papel         | Notas       | Ref.   |
| ---- | ----------------- | ------------- | ----------- | ------ |
| 2018 | Heathers          | Joven Betty   |             | [ 11 ] |
| 2019 | Malibu Rescue     | Sasha Gossard | 1 episodio  | [ 31 ] |
| 2019 | Teachers          | Julie         | 2 episodios | [ 32 ] |
| 2020 | Star Trek: Picard | Joven Soji    | 1 episodio  | [ 33 ] |
| 2022 | Best Foot Forward | Ella          | 1 episodio  |        |

### Apariciones en videos musicales
| Año  | Título de la canción                                               | Artista | Ref.   |
| ---- | ------------------------------------------------------------------ | ------- | ------ |
| 2018 | "Hello Tutorial" (멋지게 인사하는 법) (feat. Seulgi de Red Velvet) | Zion.T  | [ 34 ] |